# Luc Alphand
Luc Alphand, född 6 augusti 1965 i Briançon, Frankrike, är en fransk före detta alpin skidåkare som sedermera började med rally. Han vann den alpina världscupen 1997. Alphands största merit i rally är segern i Paris–Dakar-rallyt 2006. Innan dess hade han deltagit i 1998, 1999, 2002, 2003, 2004 och 2005 års Dakar-rally. Året efter vinsten deltog han igen och hamnade på en andraplats.
Alphand tog Junior-VM-guld i skidåkning 1983 och vann efter det många tävlingar, bland annat en i Val-d'Isère.
Den 27 juni 2009 skadades han allvarligt vid en motorcykeltävling i Frankrike, varpå han avslutade motortävlandet. Han är far till  Estelle Alphand, som tävlar för Sverige i den alpina världscupen.

### Fotnoter
1. ↑  ”Luc Alphand - Career and Success:” (på engelska). Speedsport magazine. https://www.speedsport-magazine.com/race-driver-database/biography/luc-alphand_-_1605.html. Läst 19 februari 2024.
2. 1 2  ”Luc Alphand” (på engelska). Redbull.com. https://www.redbull.com/int-en/athlete/luc-alphand. Läst 19 februari 2024.
3. 1 2  ”LUC ALPHAND” (på engelska). Historic Racing. https://historicracing.com/driverDetail.cfm?driverID=7934. Läst 19 februari 2024.
4. ↑  ”Luc Alphand svårt skadad i krasch”. SVT Sport. 29 juni 2009. https://www.svt.se/sport/artikel/luc-alphand-svart-skadad-i-krasch/. Läst 26 november 2017.